# Bartha van Crimpen
Bartha Maria van Crimpen auch Burgeres von der Meer (getauft am 11. August 1754 in Schiedam; gestorben 1. Juni 1818 in Haarlem) war eine niederländische Patriotte.

## Leben
Bartha van Crimpen wurde am 11. August 1754 in Schiedam getauft. Sie war die Tochter von Adrianus van Crimpen (1715–1799) und Maria Clasina van Doorschot (gestorben 1775). Sie heiratete gemäß Heiratsanzeige vom 14. Dezember 1754 den Gerichtsvollzieher Ary van der Meer (1753–1805). Beide waren überzeugte Patriotten. So unterstützte Bartha van Crimpen die patriotische Waffengesellschaft „Voor 't Vaderland“ in Den Haag. 
Im Jahr 1787 fiel das Paar nach der Verhaftung von Prinzessin Wilhelmina von Preußen in der Goejanverwellesluis den Racheaktionen der Orangisten zum Opfer. Ihr Haus am Spui war eines von vielen, die in Den Haag geplündert wurden. Viele Patriotten flohen daraufhin, wie auch Bartha van Crimpen und Ary van der Meer.
Nach einem Aufenthalt im Patriottenrefugium Saint Omer zogen sie nach Dünkirchen. Van Crimpen war eine von viertausend Flüchtlingen, die Leistungen von der französischen Regierung erhielten. Sie kehrten 1795 nach Den Haag zurück. Am 3. März 1796 hatte Bartha van Crimpen die Ehre, im festlichen Umzug zur Eröffnung der Nationalversammlung der Batavischen Republik die „Freiheit“ zu verkörpern. Damit ging sie als „Burgeres van der Meer“ in die Geschichte ein. Ihr Auftritt als „Freiheit“ wird oft als Auftritt einer beliebigen Frau angesehen und als Zeichen für die beginnende Frauenemanzipation, oder als reines Symbol interpretiert. Ikonographisch wurden abstrakte Konzepte durch Frauen dargestellt und in „Frauen fürs Vaterland“ macht Everard es plausibel, dass Van Crimpen diese Rolle in der Prozession als Patriotte und als Opfer der Orangisten-Gewalt zugewiesen wurde. Andere Personen in der Parade hatten einen ähnlichen politischen Hintergrund. Sie waren so als Einzelpersonen die Repräsentanten der neuen batavischen Freiheit schlechthin.
Nach der Parade trat Bartha van Crimpen nicht erneut öffentlich in Erscheinung. Es ist möglich, dass sie noch immer Kontakt zu ihren Pattriotinnen Betje Wolff und Aagje Deken hatte. Nach ihrer Rückkehr aus Frankreich hatten sie vorübergehend Unterschlupf bei ihrem Bruder Adrianus (1756–1802) gefunden. Ob diese Kontakte auch einen politischen Hintergrund hatten, ist nicht bekannt. Sie heiratete nach dem Tod   Ary van der Meers im Jahr 1805 gemäß Heiratsanzeige vom 8. Dezember 1805 Jacob van Oosterom.
Bartha van Crimpen starb am 1. Juni 1818 in Haarlem.